# Passiflora laurifolia
Pomme d'or, Pomme liane
Espèce
Classification phylogénétique
Statut de conservation UICN

 LC  : Préoccupation mineure
Passiflora laurifolia est une espèce de plantes à fleurs du genre Passiflora (les passiflores) et de la famille des Passifloracées originaire des régions tropicales des Amériques, communément appelée passiflore à feuille de laurier, pomme d'or ou pomme liane à la Martinique et en Guadeloupe, (Pònm lyann en créole martiniquais, Pòm lyann en créole guadeloupéen), pom' lyan' ou "Kouzou" en Guyane mais aussi orange lilikoi dans certaines régions d'Hawaï où elle serait cultivée pour ses fruits (jaune lilikoi ou tout simplement lilikoi est le nom donné à Passiflora edulis v. flavicarpa à Hawaï).

## Synonymes
- Passiflora oblongifolia Pulle
- Granadilla laurifolia (L.) Medik
- Passiflora laurifolia var. tinifolia
- Passiflora tinifolia Juss

## Description
La pomme liane est une liane invasive, grimpante et ligneuse, en terme botanique on dit qu'elle est sarmenteuse. Elle prend racine à même le sol et s'accroche aux arbres ainsi qu'aux autres supports (hôtes), pour monter vers la canopée et bénéficier d'un meilleur ensoleillement.

### Feuilles
La pomme liane possède des feuilles simples, lancéolées et alternes. Le limbe de certaines feuilles peut mesurer de 15 à 20 cm de longueur et de 6,5 à 9 cm de largeur. Le bord du limbe est entier, on peut apercevoir à l'œil nu un réseau de petites nervures entre les nervures secondaires camptodromes et de part et d'autre de la principale, il s'agirait donc d'une nervation réticulée. Elle possède également au point d'intersection du pétiole et de la tige une vrille à certains endroits, sans oublier deux stipules présentes sur chaque gaine foliaire.

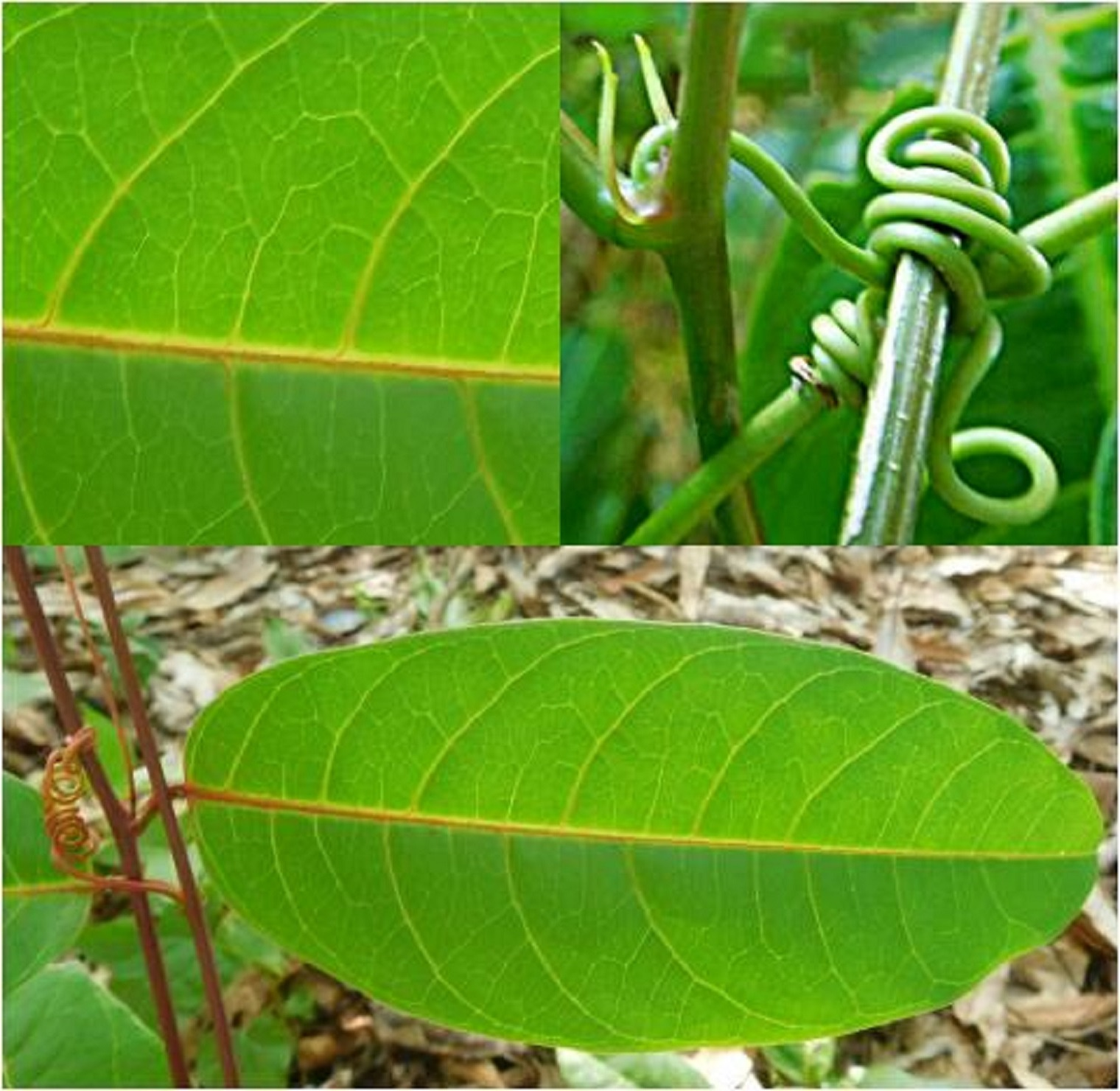
Montages photos
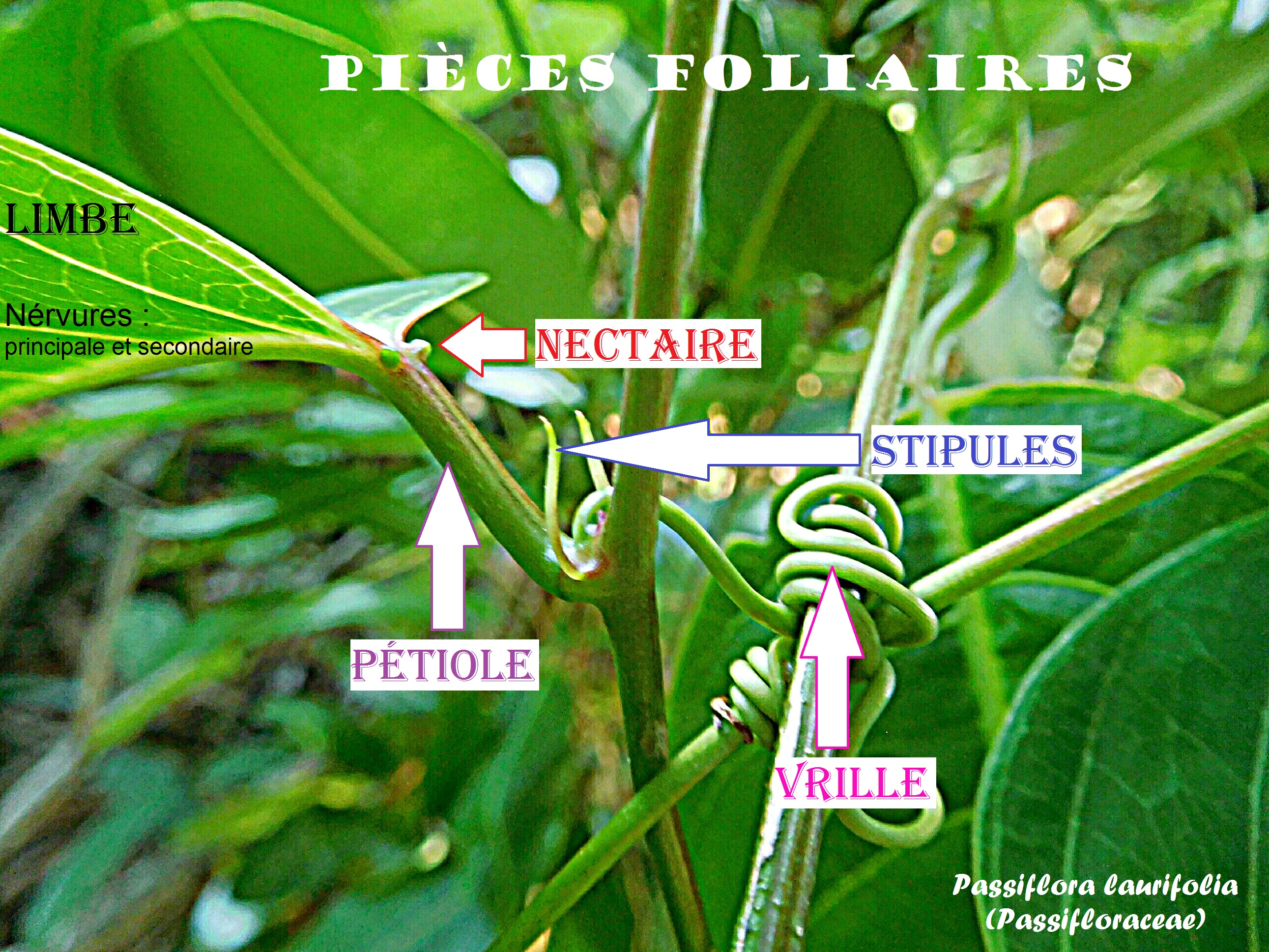
Pièces foliaires
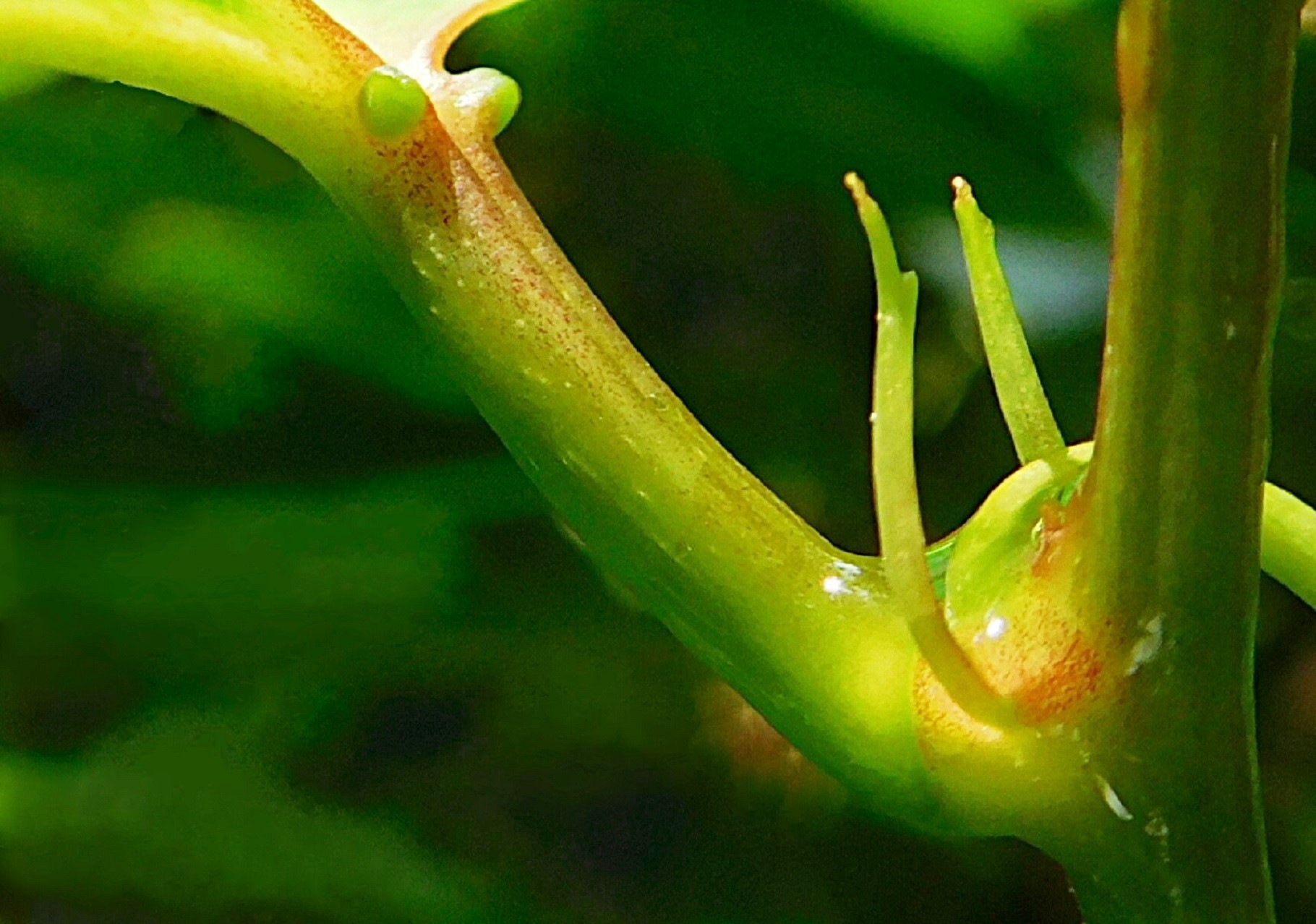
Glandes néctarifères, pétiole et stipules

### Vrille
Sa vrille est la pièce foliaire qui lui permet de s'accrocher à des supports divers, en s'enroulant autour d'eux.
Les photos ci-dessous montrent des vrilles de plantes juvéniles dans la nature.

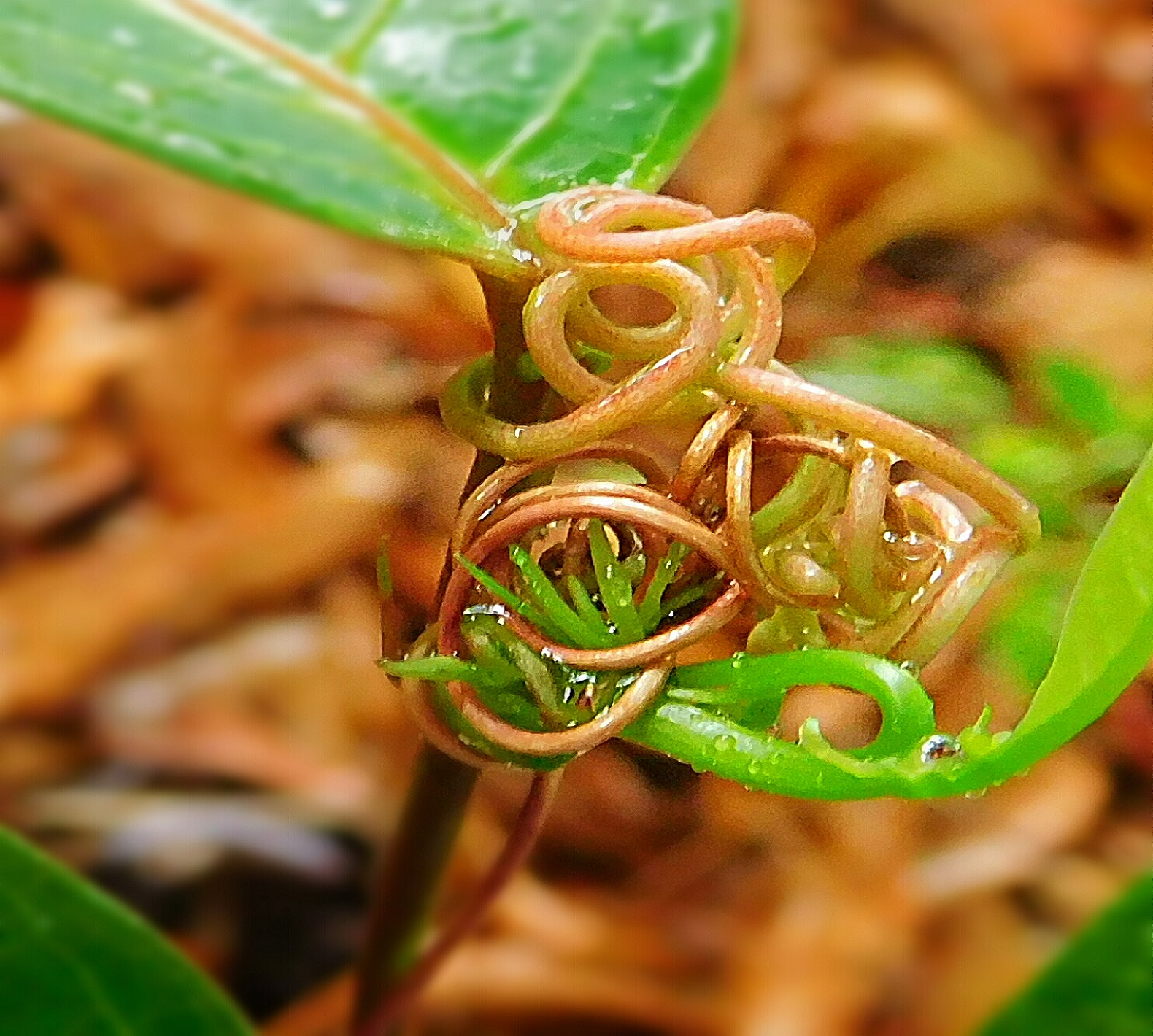
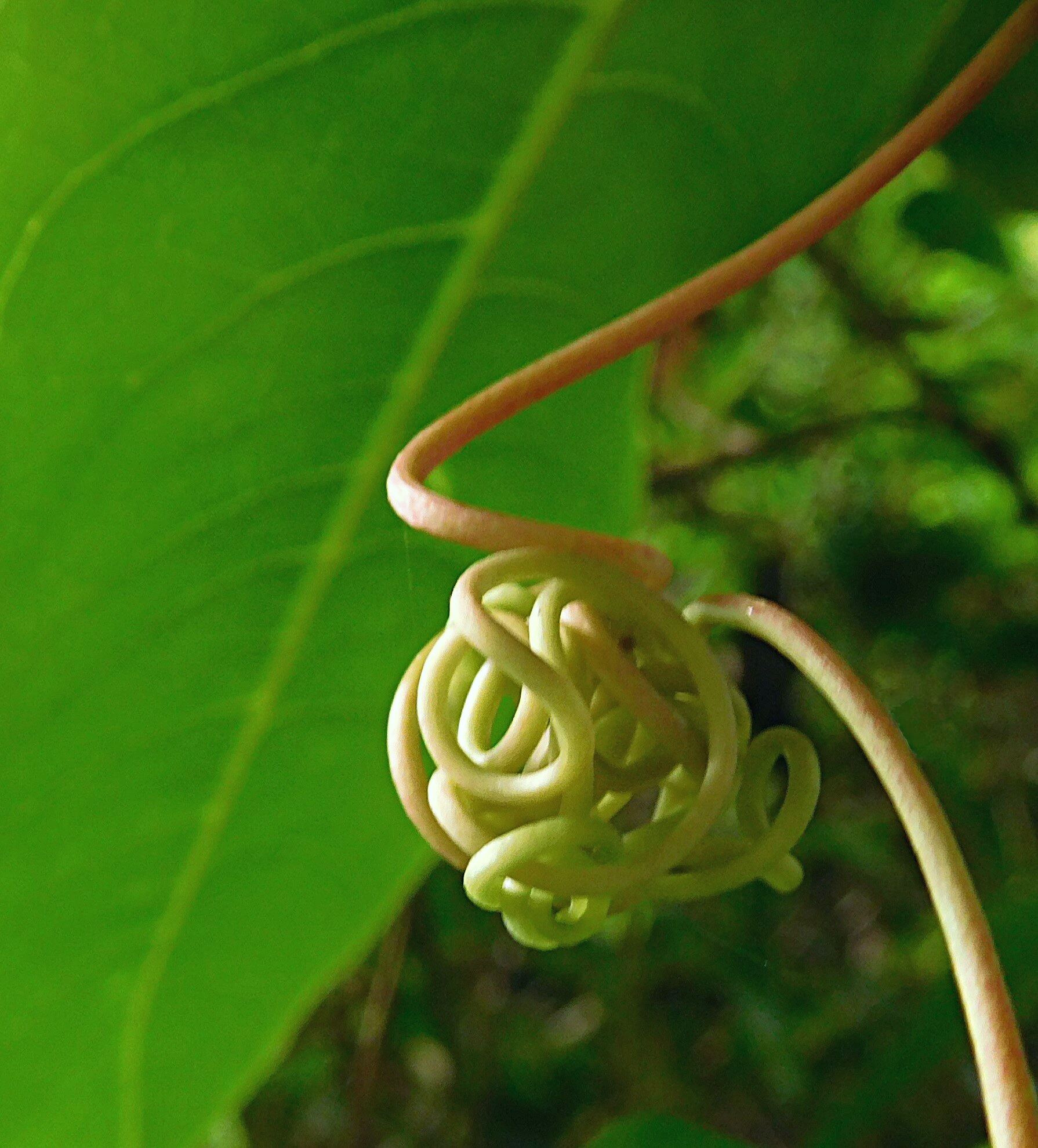
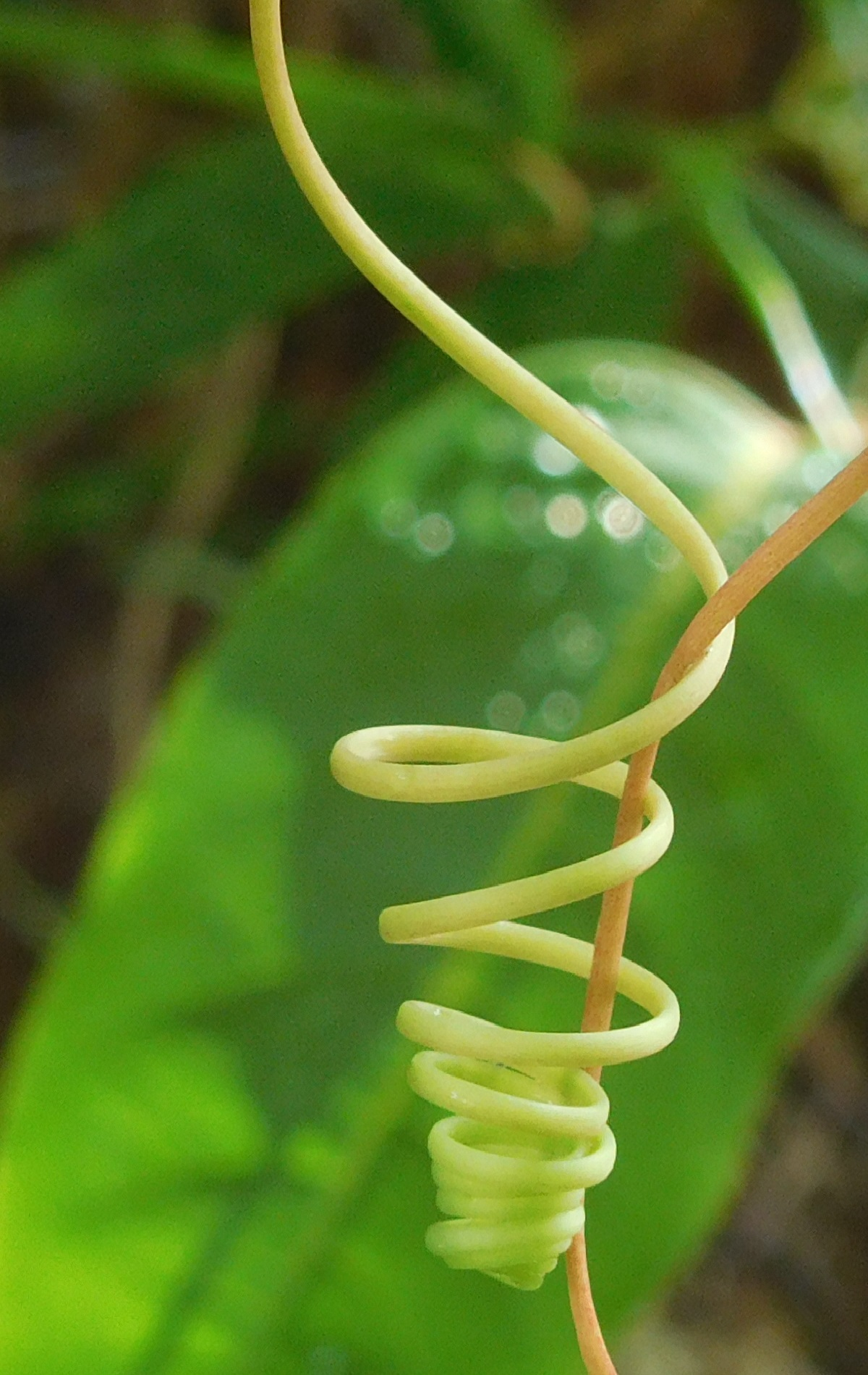

### Fleur

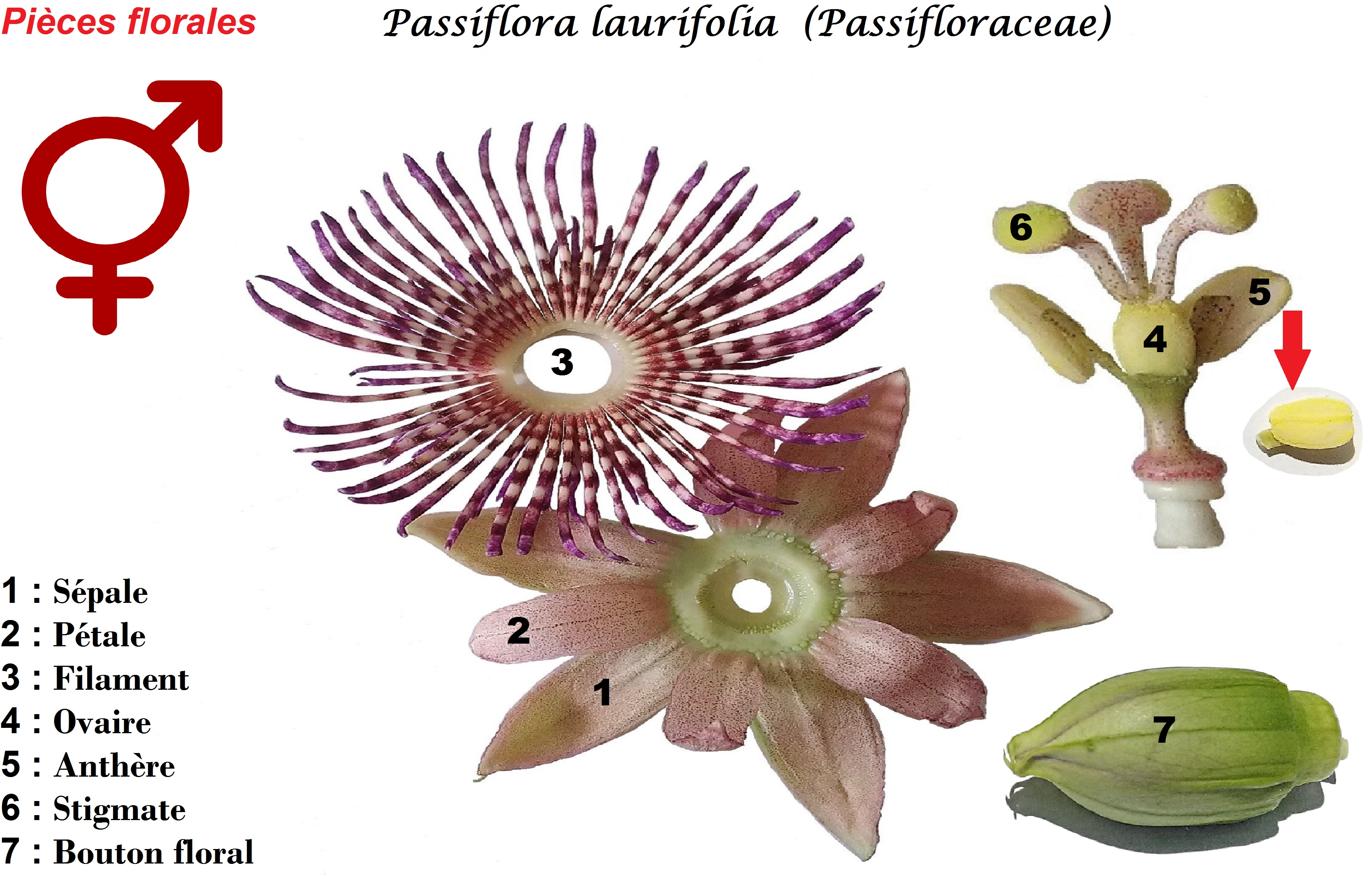
Partie stérile et Partie fertile de la fleur.

La fleur de Passiflora laurifolia est composée de l'extérieur vers l'intérieur 
Partie stérile :
- 3 bractées
- Une enveloppe protectrice constituée de :
  - 5 sépales et de 5 pétales
  - Une couronne de filaments (supérieure et inférieure)

Partie fertile :
Les fleurs sont hermaphrodites.

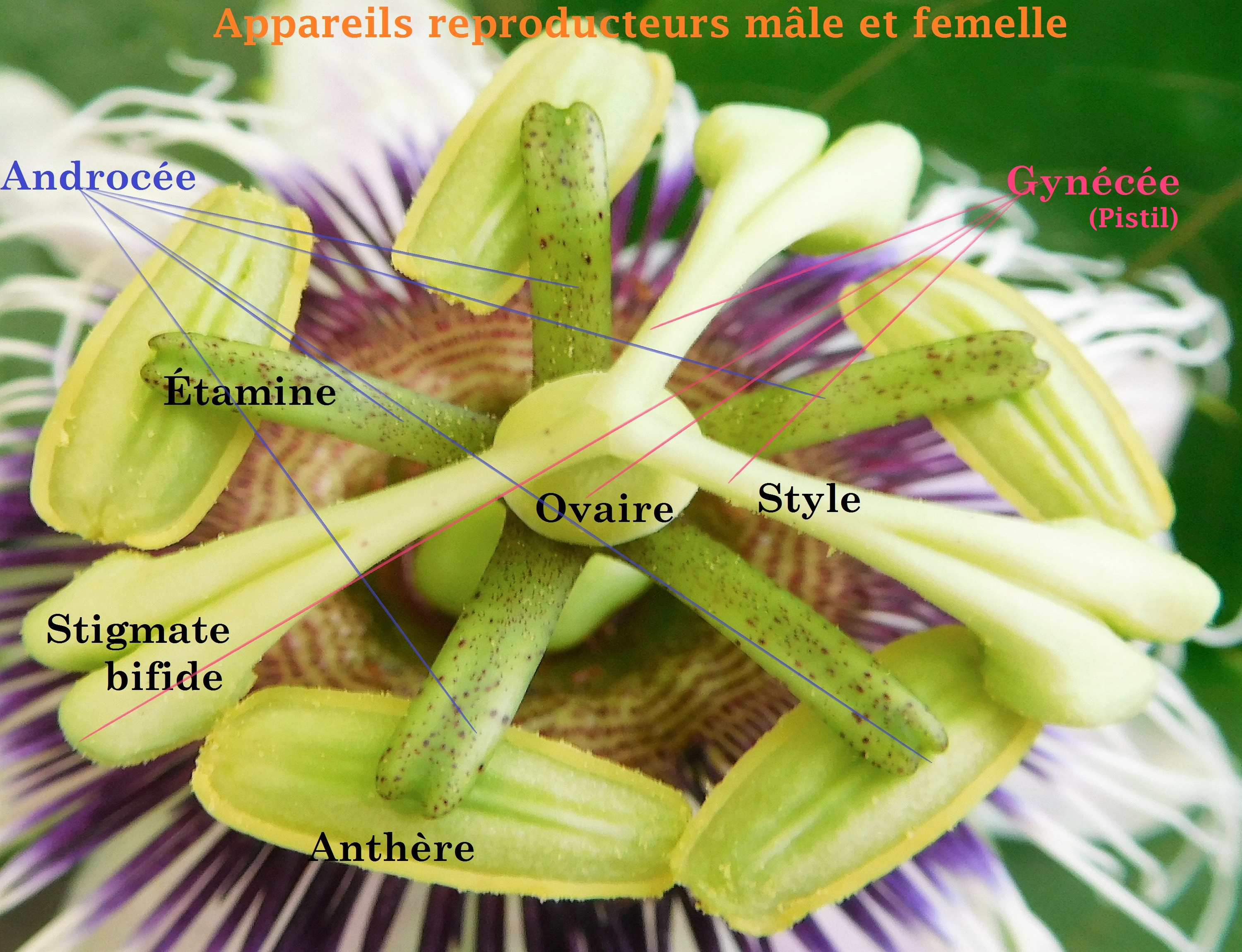
Appareil reproducteur de Passifloraceae.

Les organes sexuels mâle (androcée) et femelle (gynécée) se trouvent dans la même fleur et sont soutenus par un androgynophore.
- L' androcée ♂ comporte :
  - 5 étamines.
- Le gynécée ♀ comporte :
  - 3 carpelles à stigmate unique avec une loge ovarienne pluriovulée.

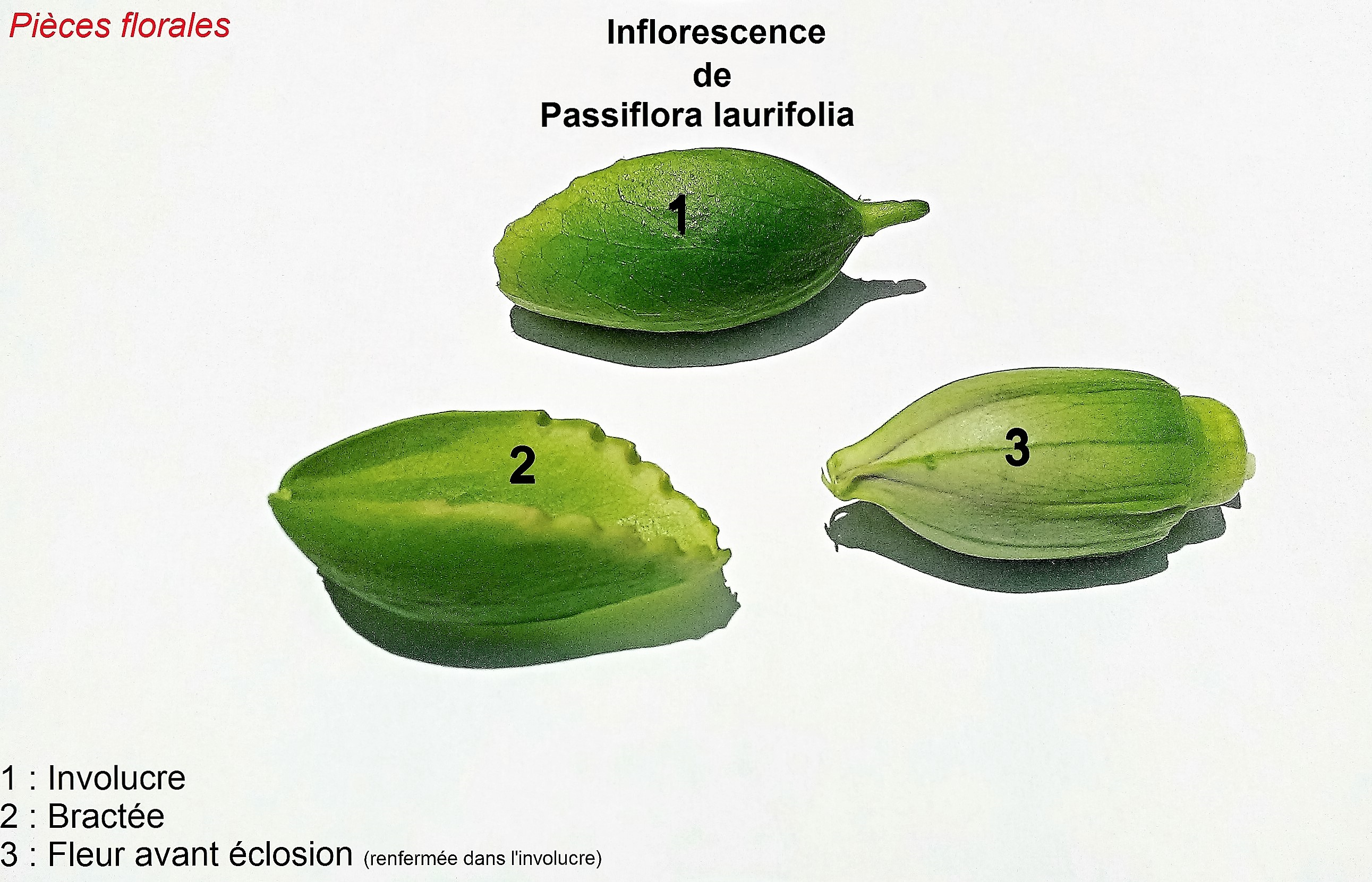
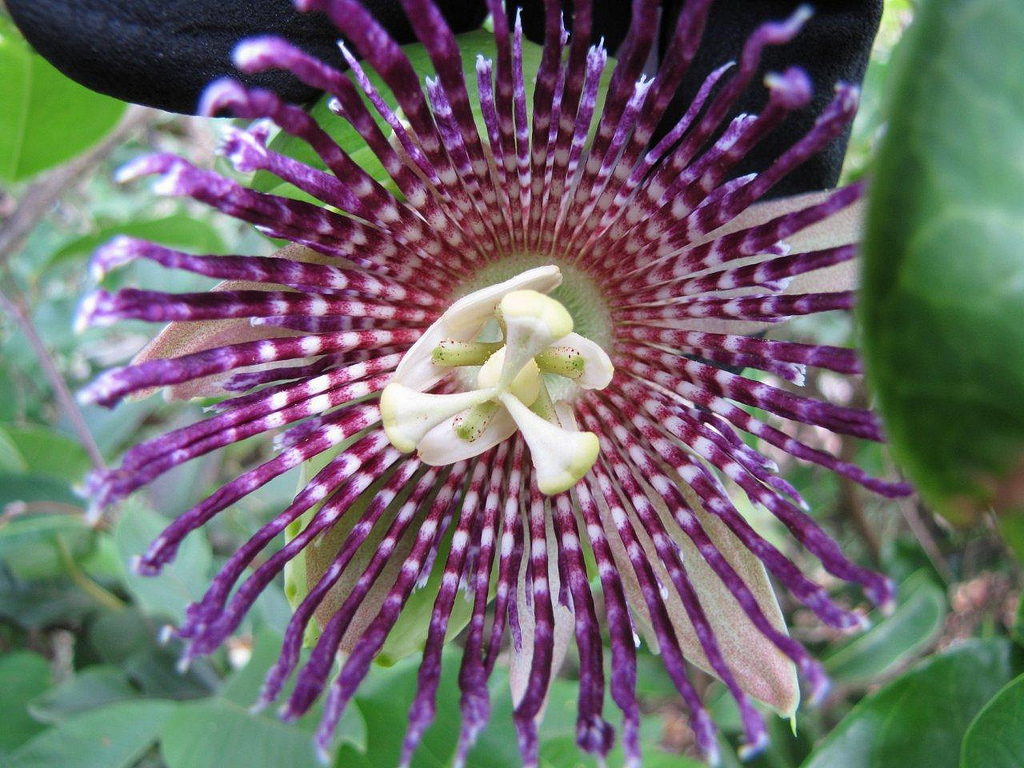
Passiflora laurifolia.
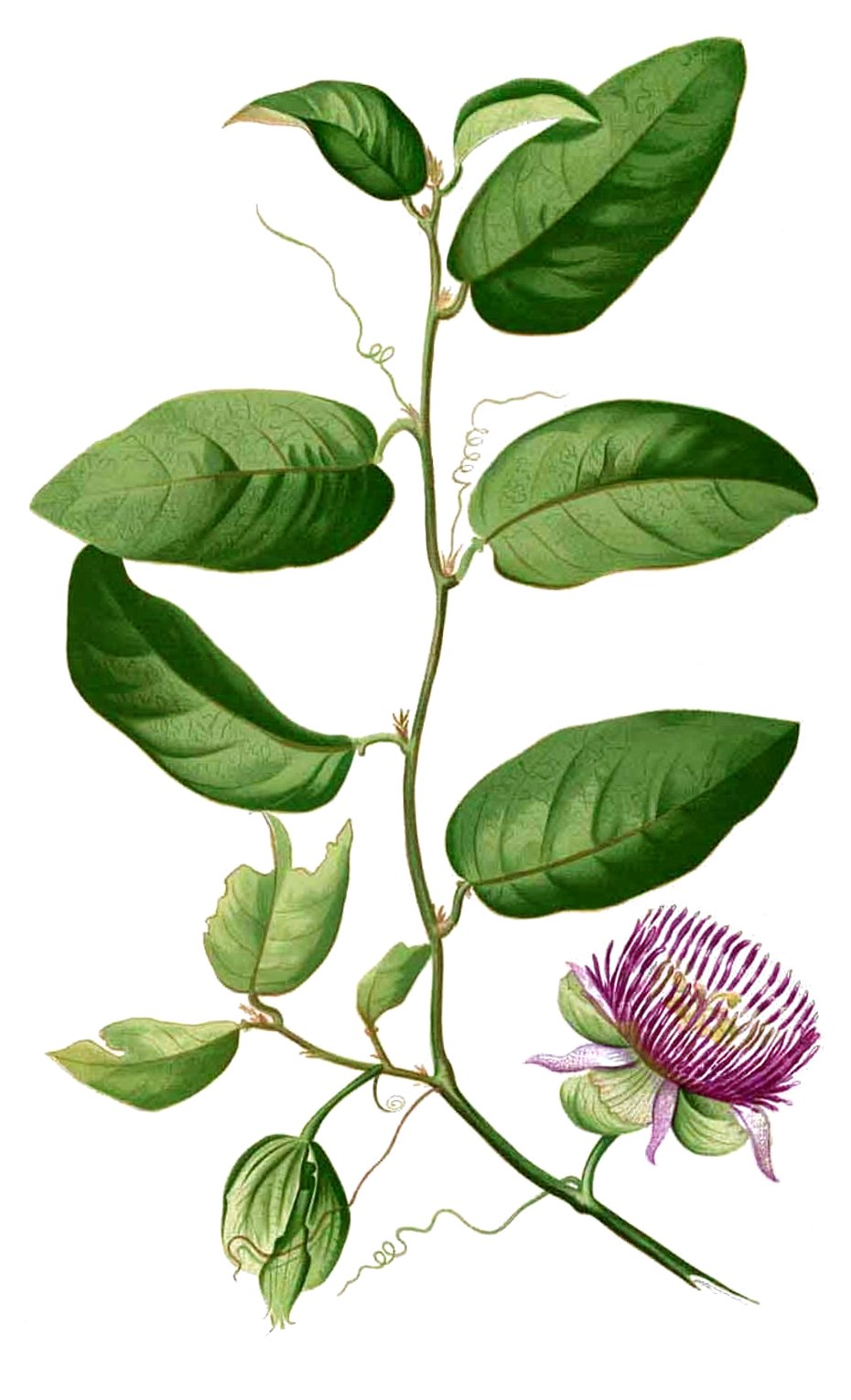

### Fruit
Le fruit est de taille moyenne, ovoïde, d'environ 8 cm de long avec un diamètre de 5 cm , ils sont verts et prennent une  couleur de peau d'orange ou jaune à maturité. Le fruit est excellent, doux et parfumé, sa pulpe est très juteuse sans le goût acidulé de la commune Passiflora edulis. Le fruit de Passiflora laurifolia est nommé Waterlemon Cay aux îles Vierges.

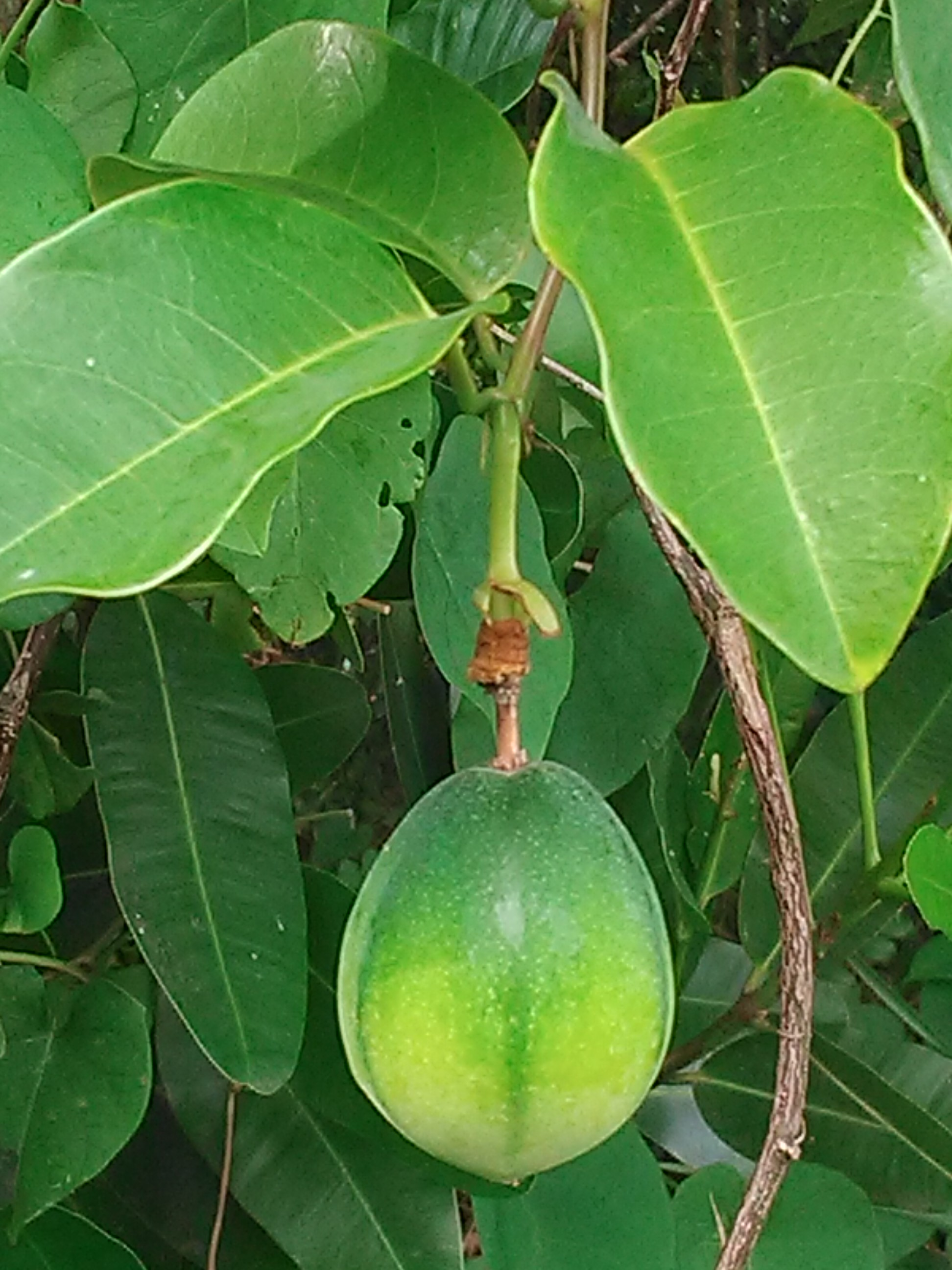
fruit et feuilles.
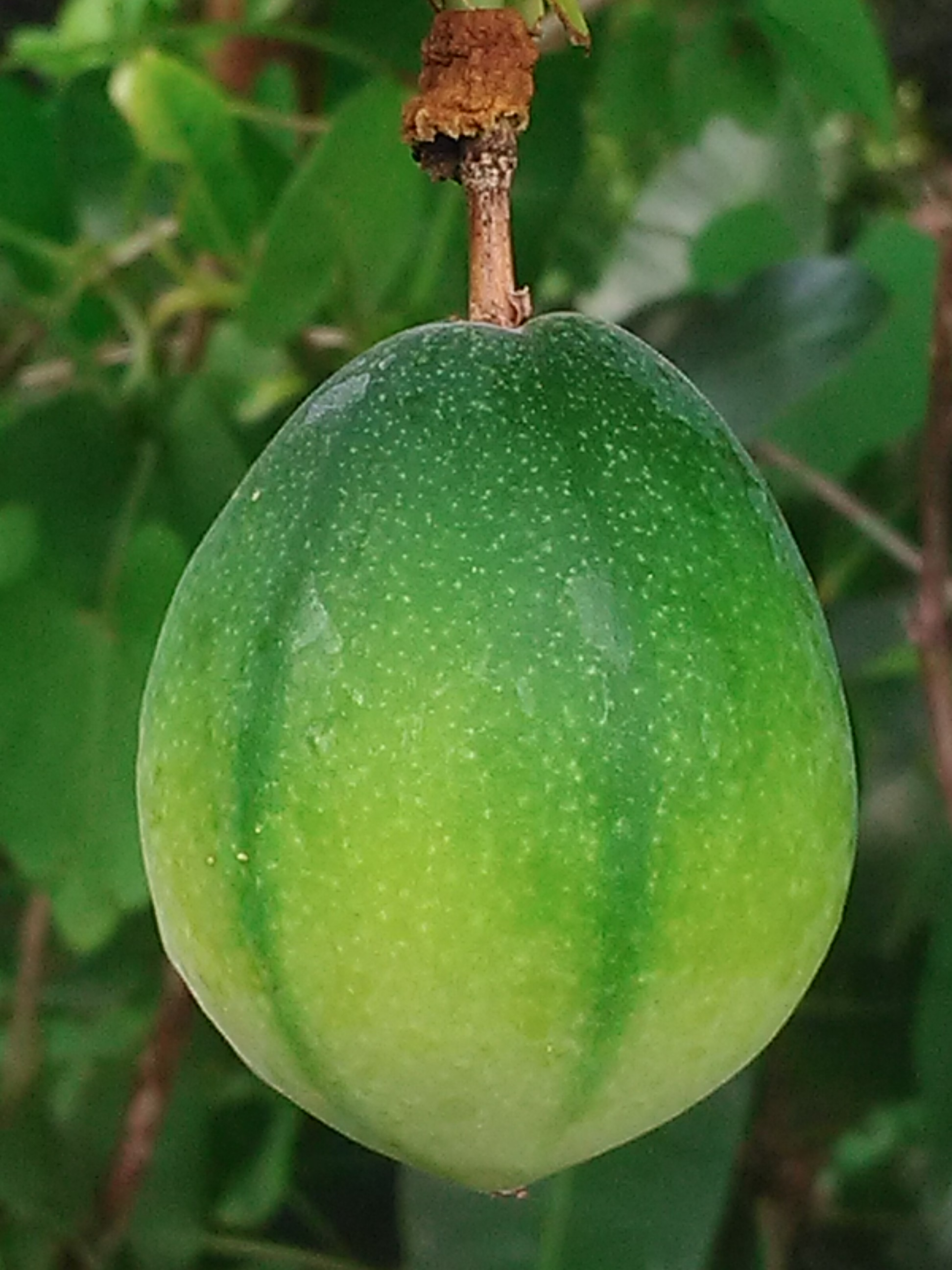
fruit en cours de maturité.
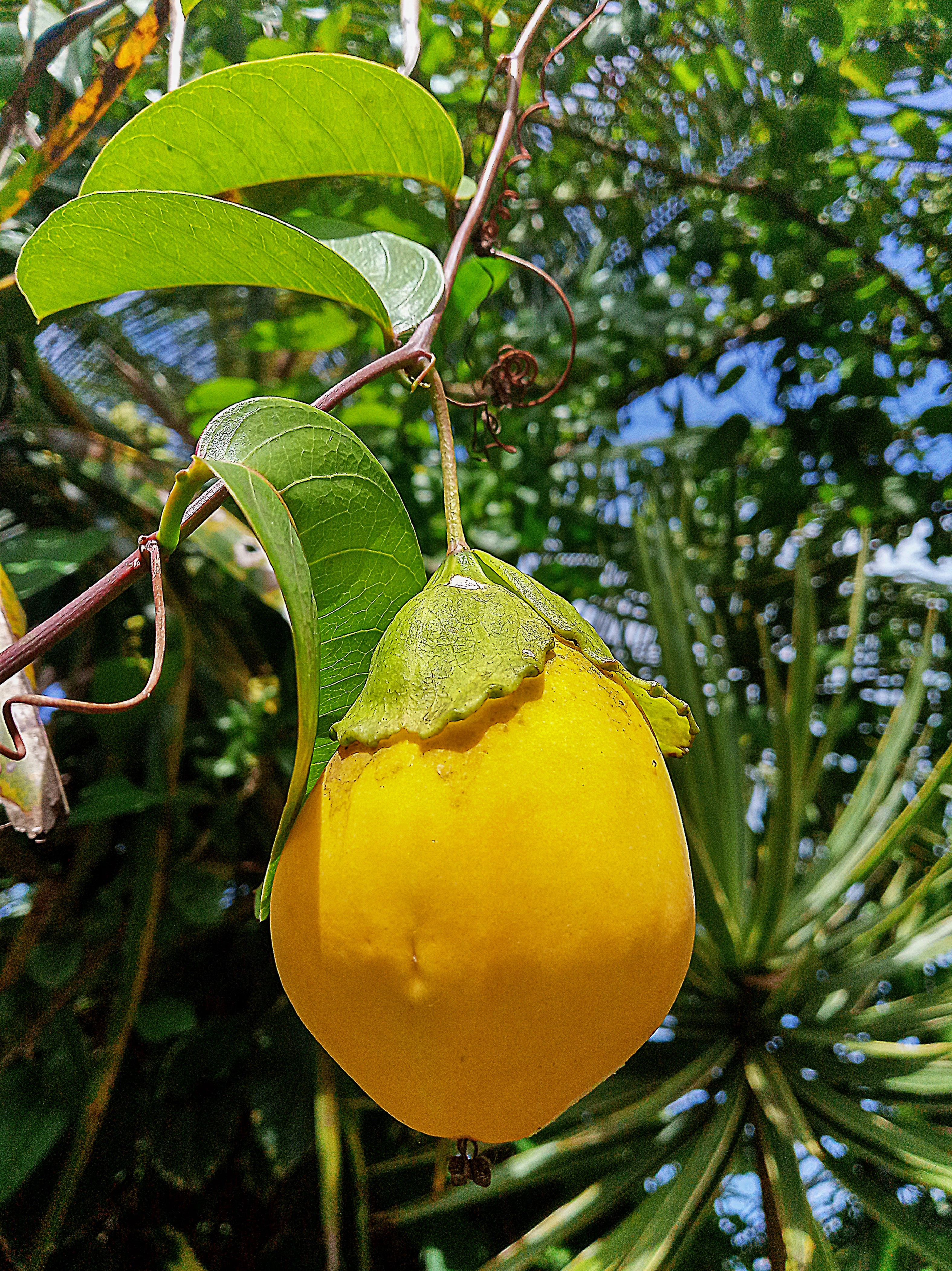
fruit mûr.
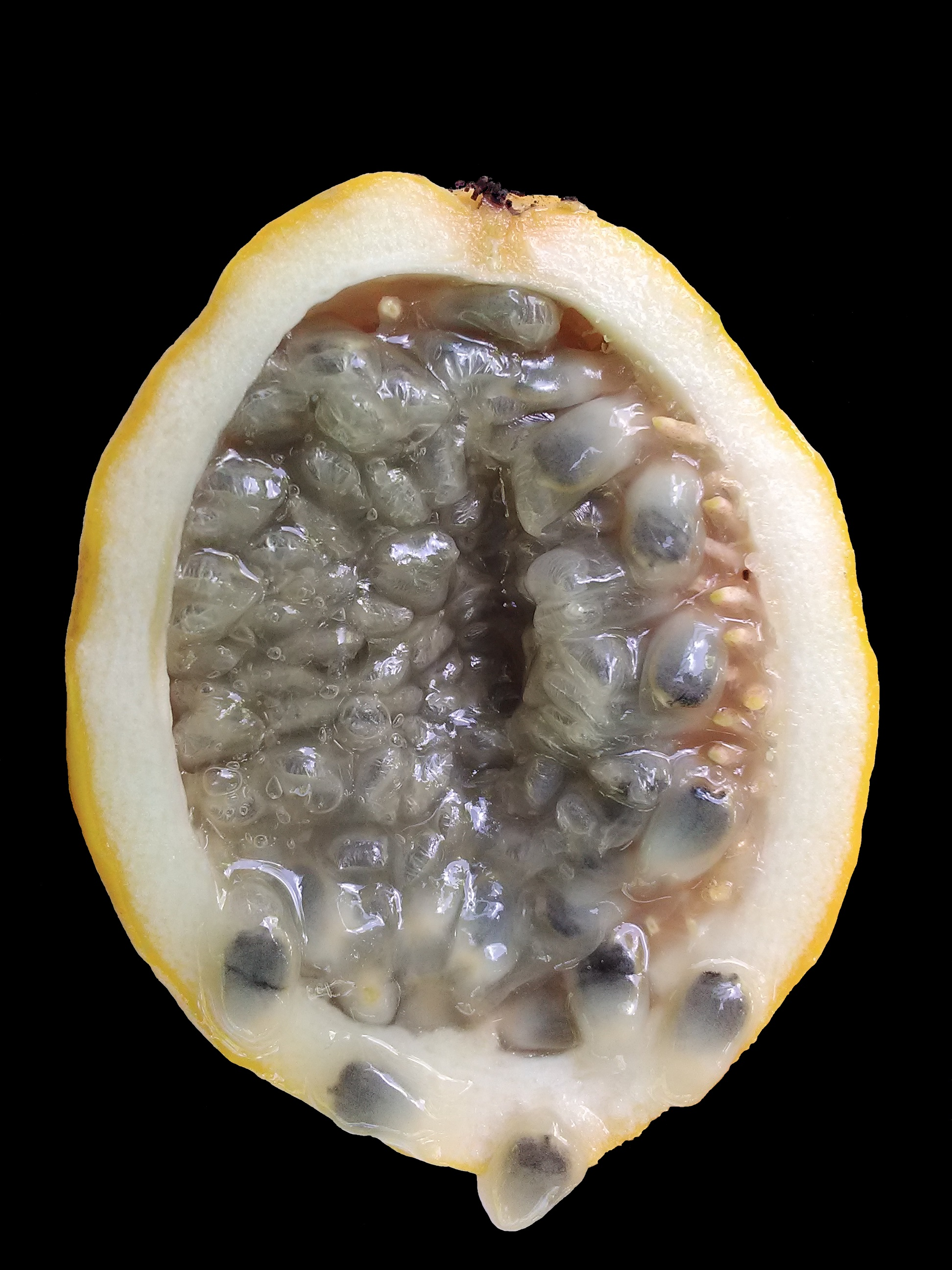
graines arillées.
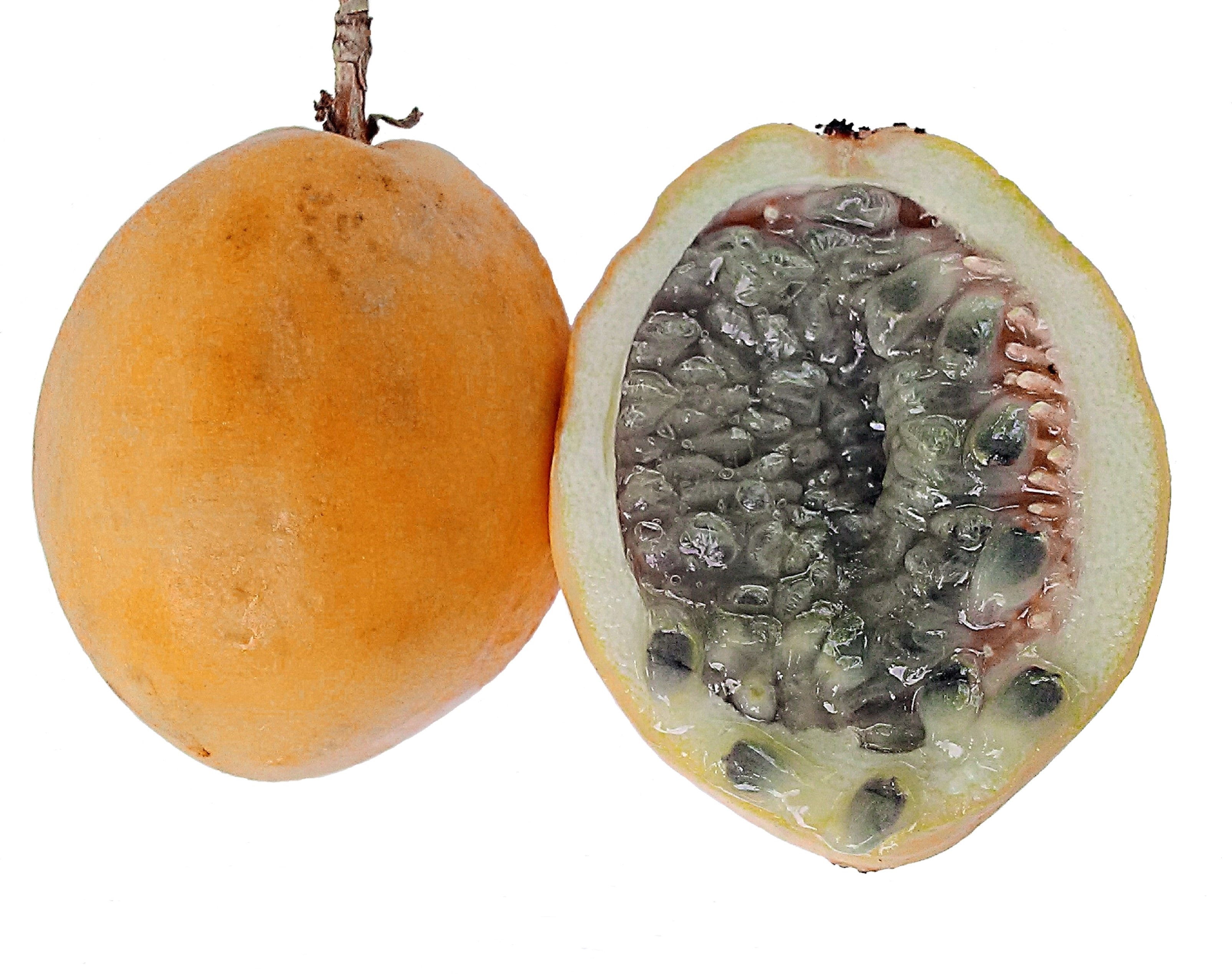

## Caractéristiques
Sa tige est vigoureuse et peut atteindre plus de 11 mètres de long. Elle s'adapte mieux aux climats tropicaux, et préfère les sols humides pendant toute l'année, la pomme d'or ne tolère pas les basses températures.

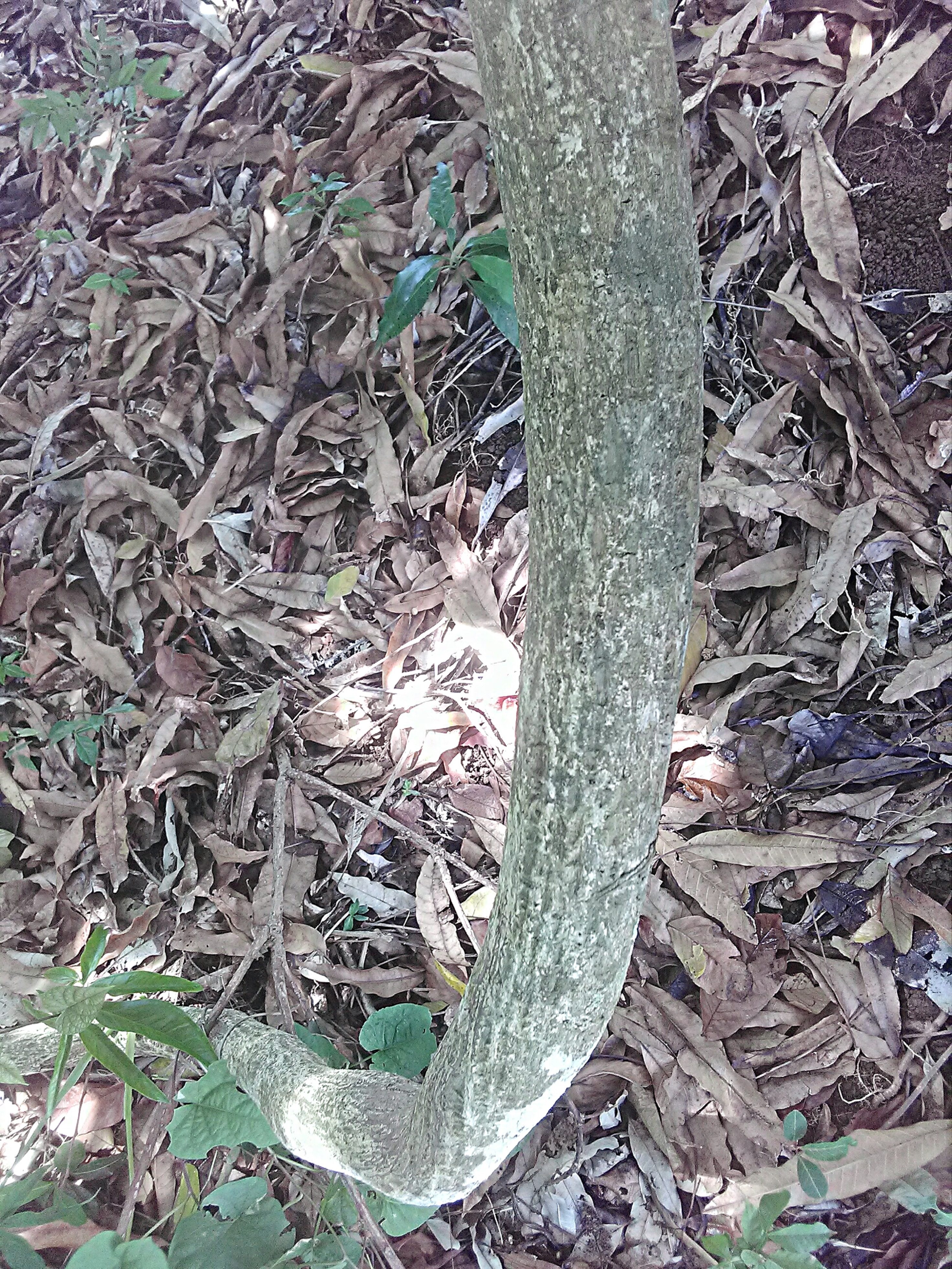
tige de la Pomme liane.
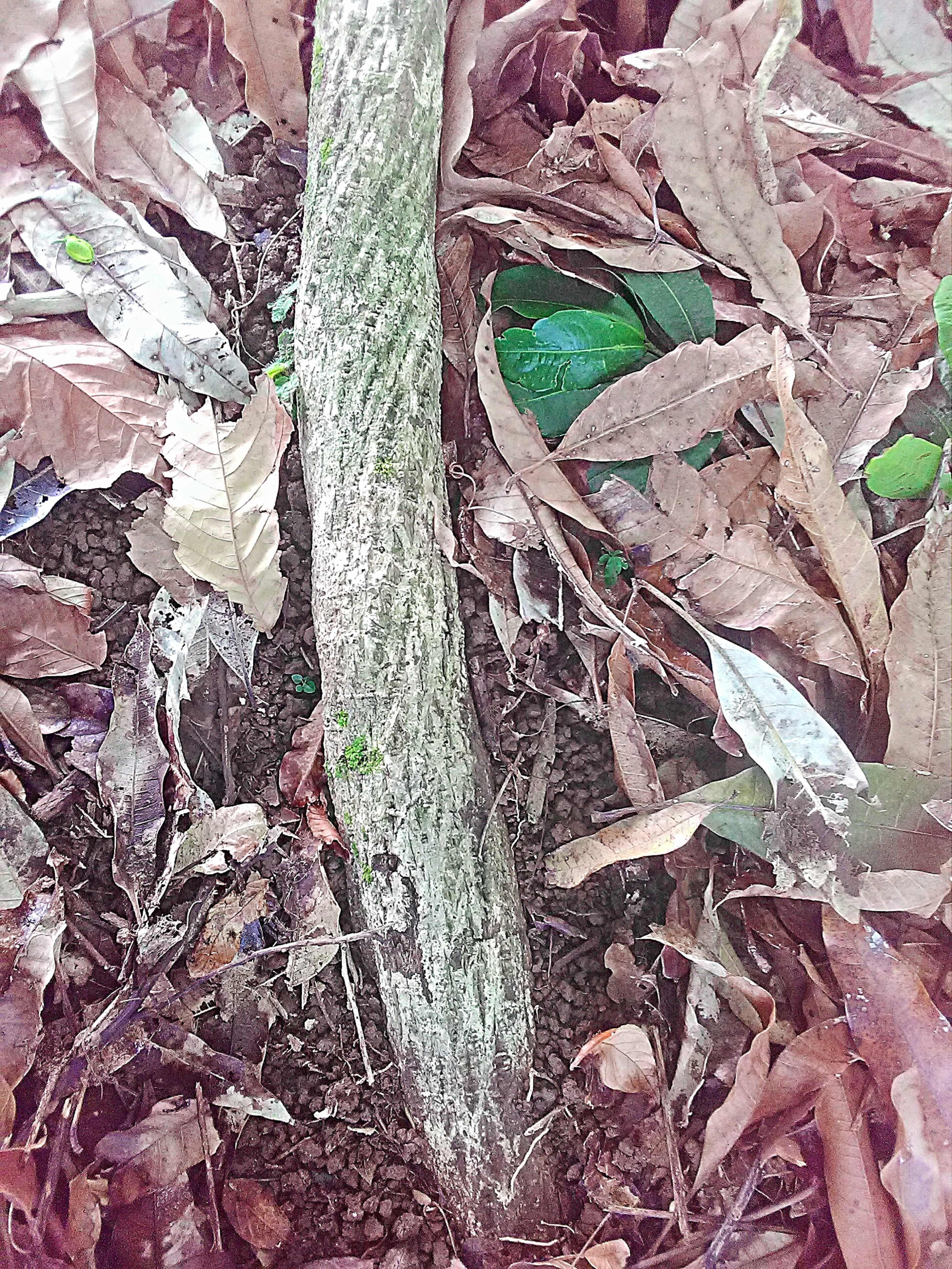
depuis le sol.

## Culture
La pomme d'or est presque toujours cultivée à partir de graines, mais peut être multipliée par bouturage. Comme espèce tropicale, les graines prennent 1 à 2 semaines pour germer et doivent être exposées à une température de 21 à 27 °C ; à des températures inférieures, les graines peuvent prendre jusqu'à 10 semaines pour germer. Elle n'est cultivée qu'occasionnellement et ses fruits sont généralement disponibles dans le commerce aux Antilles et peuvent être ramassés dans la nature où elle pousse. Elle n'est pas encore très connue en dehors de ces régions.

## Utilisation
Les fruits sont consommés frais, ou utilisés dans des boissons.
Comme ceux des autres passiflores, ils contiennent, à l'état immature, de l'acide cyanhydrique dangereux pour la santé. C'est pourquoi il est conseillé de les consommer à maturité.

## Caractère envahissant
En Nouvelle-Calédonie, l'espèce peut présenter un caractère très agressif et envahissant ; liane vigoureuse, elle peut grimper au sommet des arbres et former des tapis denses empêchant la lumière de pénétrer.